# Сборная Кыргызстана по хоккею с мячом
Сборная Кыргызстана по хоккею с мячом представляет Кыргызстан на международных соревнованиях по хоккею с мячом.

## История

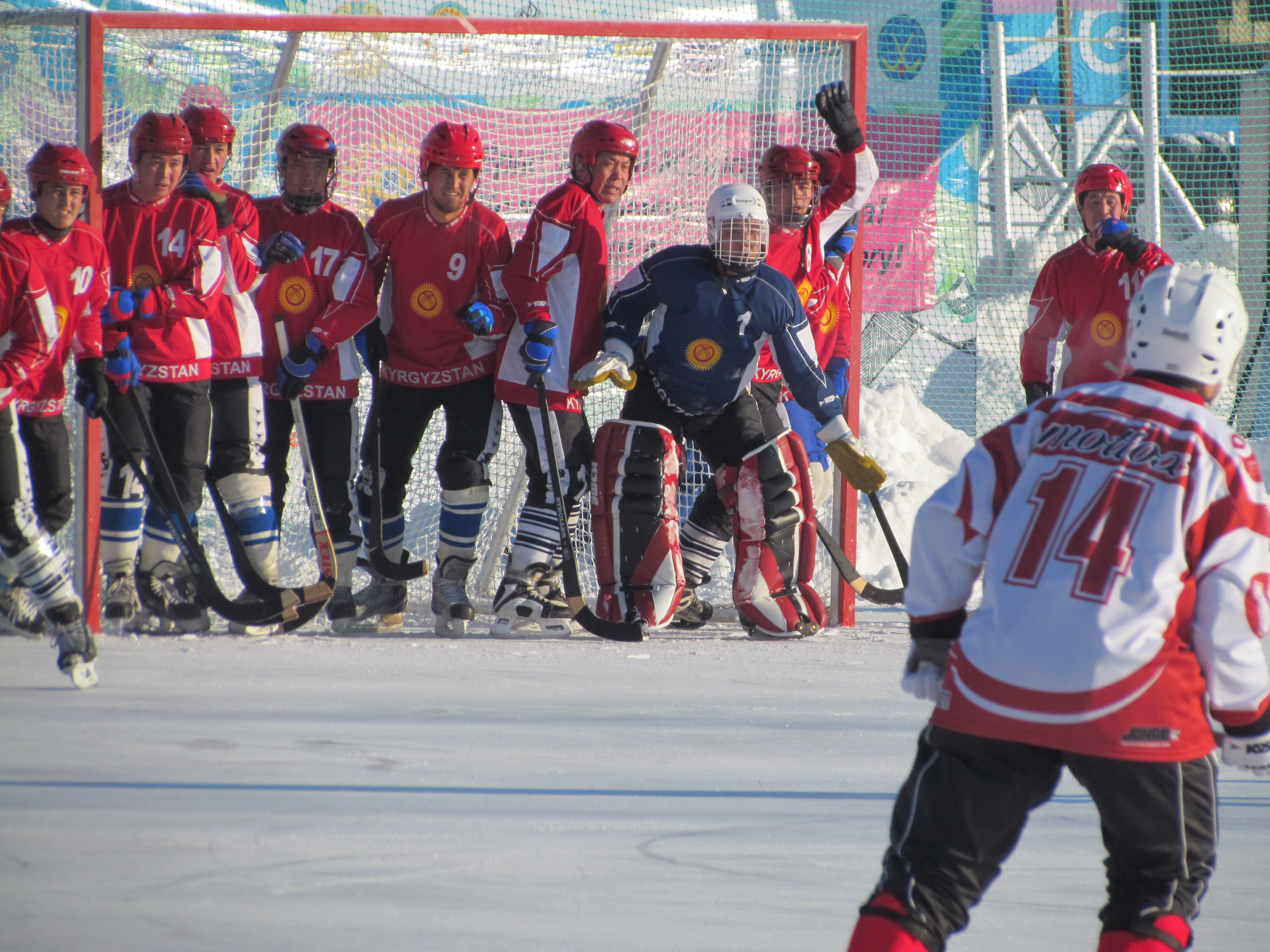
Чемпионат мира 2012. Кыргызстан — Япония.

Сборная Кыргызстана дебютировала в официальных соревнованиях на зимних Азиатских играх 2011 года в Алма-Ате. В историческом для национального хоккея матче киргизы крупно уступили команде Монголии со счётом 2:17, оба мяча забил Мухтарбек Тынымсеитов. Во втором туре Кыргызстан был разбит Казахстаном 0:21 и завершила своё выступление на Играх. Так как в турнире по хоккею с мячом принимало участие только три команды, сборная Кыргызстана стала бронзовым призёром. Награда, завоёванная хоккеистами, стала единственной медалью спортсменов Кыргызстана на Азиатских играх.
Дебютировала на чемпионате мира 2012 года в группе C и заняла последнее (третье) место в группе, а также последнее (четырнадцатое) место в чемпионате мира. В последующих чемпионатах участия не принимала.